# Bumbles Goes Butterflying
Bumbles Goes Butterflying è un cortometraggio muto del 1914 diretto da W.P. Kellino. Il regista, specializzato in comiche, realizzò negli anni dieci una serie di corti che avevano come protagonista il personaggio di Bumbles, interpretato da Phillipi.

## Trama
Bumbles si mette a caccia di farfalle.

## Produzione
Il film fu prodotto dalla EcKo.

## Distribuzione
Distribuito dall'Universal Pictures, il film - un cortometraggio di 131,06 metri - uscì nelle sale cinematografiche britanniche nel gennaio 1914.